# Mahr Vehl
Geheneris HalaSon Mahr Vehl, o Mahr Vehl, è un personaggio immaginario basato su una versione riveduta e aggiornata di Mar-Vell, protagonista di alcune serie a fumetti pubblicate negli Stati Uniti d'America dalla Ultimate Marvel, etichetta della Marvel Comics. Venne ideato da Warren Ellis e Steve McNiven. La rivista Wizard lo ha classificato ottavo nella classifica dei personaggi più forti dell'universo Ultimate Marvel.

## Biografia del personaggio
Il suo vero nome è Pluskommander Geheneris Halason Mahr Vehl; il nome deriva sia da Mar-Vell che da Genis-Vell, due personaggi Kree dell'Universo Classico. Come la sua controparte classica aveva assunto l'identità del dottor Philip Lawson, anche Mahr Vehl utilizza questo nome falso nell'Universo Ultimate. Il nome «Capitan Marvel» deriva da una pronuncia errata del suo nome da parte di Nick Fury e Carol Danvers, la sua ragazza sulla Terra. Solo Falcon e Thor riescono a pronunciare correttamente tutto il suo nome.
Non viene detto granché sulla storia personale del personaggio: ha avuto più di un padre e il suo secondo padre ha progettato i robot da combattimento portati sulle navi kree ma fu poi giudicato colpevole di qualcosa e condannato ad essere rinnegato (fatto a pezzetti e ridotto a bevanda proteica), e la sua famiglia porta il nome Halason (in inglese figlio di Hala), dal nome di un kree dell'antichità molto rispettato nella sua cultura; Yann Rrrg, superiore di Mahr Vehl e comandante della nave kree orbitante intorno alla Terra, disprezza la sua dinastia sostenendo che essi si facciano considerare eletti di Dio; parole a cui Mahr Vehl risponde dicendo che Hala era solo un kree che insegnava a rispettare tutte le creature viventi. In un momento imprecisato si è arruolato nella Marina Spaziale Kree, raggiungendo il grado di uberkommander (in italiano viene reso come oltrecomandante), un equivalente di capitano sulla Terra; viene poi assegnato ad una nave destinata a osservare la Terra in vista dell'arrivo di Gah Lak Tus.

### Ultimate Gah Lak Tus
Durante la mini Ultimate Nightmare, Nick Fury ha già avuto modo di apprendere qualcosa dal robot senziente alieno Visione; tuttavia quest'ultimo è gravemente danneggiato e non può riferire in modo esauriente le sue conoscenze al riguardo, ma riesce a dare un nome alla minaccia: Gah Lak Tus!
In Ultimate Secret, Mahr Vehl compare come scienziato umano di nome Philip Lawson; in realtà l'alieno è sotto copertura da alcuni anni (si fa accenno ad un incidente occorso a Lawson 3 anni prima, ma non si afferma apertamente se sia quello il momento del suo arrivo); in seguito Mahr Vehl/Philip Lawson spiega di aver ricevuto l'incarico di osservare e riferire al comando i progressi degli umani e il loro futuro incontro con l'entità detta Gah Lak Tus. Questa parola proviene proprio dalla lingua kree e rappresenta il complesso insieme di spiegazioni sulla natura e gli scopi dell'entità: col tempo è diventata di uso comune presso altre civiltà per indicare l'entità stessa. Dopo aver subito una chirurgia completa per somigliare ad un umano esternamente ed internamente, Mahr Vehl ha assunto l'identità Philip Lawson (non si sa se fosse inventata dal nulla o rubata a qualcuno) e ha cominciato a lavorare per lo SHIELD, dedicandosi al programma ASIS, una navetta spaziale capace di raggiungere velocità pari a un 1/5 della velocità luce; passando il tempo sulla Terra Lawson ha modo di apprezzare i lati più triviali e "umani" dei terrestri, tanto da considerarli degni di evolversi e sopravvivere (motivo che lo ha portato a concepire la ASIS). Il giorno del volo inaugurale nella nave, un robot kree da combattimento attacca la base in modalità invisibile e Lawson è il solo ha registrarlo grazie alla strumentazione nascosta addosso a lui; si allontana non visto, si spoglia e fa uscire da sotto la pelle una armatura ipertecnologica che dona all'utente invisibilità, superforza, volo, resistenza e armi a raggi (una versione fantascientifica di Iron Man, per certi versi); affronta il robot interrogandolo sulla missione, e riceve un messaggio dal comandante Yann Rrrg che ordina la distruzione dell'ASIS pena la condanna a rinnegato; ma il protocollo kree prevede solo l'osservazione a scopo di conoscenza e ricognizione su Gah Lak Tus, non l'interferenza; quindi ingaggia il robot in combattimento avendo la meglio per poco.
Svenuto, viene catturato dalle guardie di sicurezza SHIELD e interrogato prima dal capitano Carol Danvers e poi dal generale Fury in persona; nonostante i rapporti siano tesi, i due trovano un'intesa; Fury chiama i Fantastici 4 e parte degli Ultimates (Thor, Stark, la Vedova e il Falco) ad aiutare; davanti a loro, Mahr Vehl spiega che solo una persona conosce la verità su Gah Lak Tus, il comandante della missione: il segreto della sua natura viene custodito gelosamente dall'intelligenza suprema che governa il pianeta, con la giustificazione che questa conoscenza può far impazzire chi la apprende; Mahr Vehl ritiene che Yann Rrrg abbia fatto questa fine e deciso di interferire per assicurare l'estinzione dei terrestri. Quindi lui accompagna Iron Man, Mr. Fantastic e la Ragazza Invisibile sulla astronave kree usando la ASIS mentre Fury e gli altri impegnano le truppe d'assalto kree a terra; con le indicazioni di Capitan Marvel (Danvers lo ha chiamato così davanti a Fury storpiando il nome, e Fury comincerà a ripeterlo), Stark scarica il database su Gah Lak Tus e il gruppo torna sulla superficie prima che la nave esploda.
In Ultimate Extinction, Mahr Vehl assiste alla rivelazione della vera natura di Gah Lak Tus da parte di Reed Richards; l'essere è in realtà una coscienza collettiva di macchine che vieggia nel cosmo alla ricerca di mondi da consumare; per rendere la conquista più facile, manda in avanscoperta esploratori (dall'aspetto uguale a Silver Surfer) a convertire umani istigandoli al suicidio e seminando il caos; Marvel aiuta Capitan America a catturare uno di costoro per interrogarlo; dopo partecipa alla difesa del Triskelion dai cloni di Heather Moon, seguaci di un culto che adora Gah Lak Tus; alla fine della battaglia lo si vede partecipare alla riunione con gli altri eroi costretto per le ferite su una sedia a rotelle e incapace per il momento di togliersi l'armatura.

### La minaccia di Reed Richards
Durante l'attacco di Reed alla Terra, Mahr Vehl partecipa alle operazioni di difesa al fianco degli Ultimates, venendogli affidata la difesa del Progetto Pegasus. Proprio presso di esso ha uno scontro con il giovane Araldo degli Osservatori, Nova.
Il capitano cerca di comprendere gli ammonimenti del giovane riguardo alla minaccia che sta per abbattersi sul pianeta, quando il suo organismo viene contaminato dalla creatura di Reed Richards e si trasforma perdendo il controllo di sé.
Alla fine ritroverà il controllo dopo uno scontro con i restanti membri dei Fantastici Quattro e continuerà la sua collaborazione con lo S.H.I.E.L.D. per sconfiggere Richards, anche se con una certa ritrosia per il comportamento di sfiducia che i suoi compagni gli dimostrano.

### La morte
Preda della nostalgia di casa, Mahr Vehl collabora ancora con i programmi spaziali con l'identità di Philip Lawson. Un giorno, proprio durante i preparativi per una spedizione su Marte, la sua armatura lo avverte della presenza di un frammento dello Sciame di Gah Lak Thus sulla Terra.
Senza esitazione alcune, Mahr Vehl si dirige verso il suo obbiettivo che si trova presso le Bahamas. Sul luogo trova, oltre al frammento che distrugge tramite un cannone, Silver Surfer e Nova, ovvero Rick Jones, Araldo dell'Osservatore, che lo stavano affrontando. Il kree ha passato anni a studiare un modo per annientare la minaccia dello Sciame e non ci era mai andato così vicino.
Venendo informato da Norrin Radd, Mahr Vehl decide di andare incontro al nemico che in quel momento stava proprio attaccando il suo pianeta natio, Hala. Non appena se lo ritrova di fronte nota con estremo stupore come esso sia cambiato e che non sia più quello di prima. Infatti lo Sciame si era fuso in precedenza con Galactus, il Divoratore di Mondi, giunto da un'altra dimensione a causa di una strana anomalia energetica, e di cui è ora l'Araldo.
Nonostante la sorpresa il kree affronta la minaccia ma scopre ben presto che il cannone ha effetto solo sullo Sciame e non sul suo nuovo padrone. Quest'ultimo riconosce il kree, avendo avuto occasione in passato di incontrare la sua controparte e decide di eliminarlo, ma viene fermato in tempo da Nova. Il ragazzo aveva precedentemente lasciato i due alieni perché non si sentiva all'altezza del suo compito, ma ritrovato il coraggio, aveva deciso di raggiungerli.
Il colpo energetico usato per respingere il Divoratore lo ha indebolito. Lo Sciame gli si avventa contro per assorbirlo e solo l'intervento di Mahr Vehl lo impedisce. Nel compiere tale gesto viene però colpito al suo posto e solo l'intervento congiunto di Nova e Surfer riesce a liberarlo.
Teleportatisi su Hala, per il kree è giunta la fine: le ferite inflittegli dallo Sciame gli sono state fatali. Disteso sul suolo del suo pianeta che non pensava di poter rivedere, Mahr Vehl si rammarica di tutto quello che sta accadendo poiché Gah Lak Thus era stato costruito come arma dagli antichi Kree, e ora la sua minaccia ricade su di loro. Alla domanda di Nova su come possano fare per sconfiggerlo, Mahr Vehl spiega a lui e a Surfer che la sua armatura contiene un'arma definitiva estremamente potente in grado di distruggere Gah Lak Thus.
Il kree è pronto ad usarla, chiede solo un istante per poter sentire un'ultima volta il terreno di Hala sotto di sé. Ma è troppo tardi: Mahr Vehl muore a fianco a Surfer e RIck Jones che decide di indossare l'armatura del kree e fermare lui stesso il DIvoratore, cosa che gli era stata già annunciata in precedenza dall'Osservatore stesso come sua missione. Grazie al suo intervento il pianeta di Mahr Vehl evita così la distruzione.

## Altri media

### Televisione
Mahr Vehl compare in Avengers - I più potenti eroi della Terra.